# Кобук (Аляска)
Кобук (англ. Kobuk, інупіак:Laugviik) — місто (англ. city) в США, в окрузі Нортвест-Арктик штату Аляска. Населення — 191 особа (2020).

## Географія
Розташоване на березі річки Кобук, за 10 км на північний схід від міста Шангнак, недалеко від національного парку Кобук-Валлі.
Кобук розташований за координатами 66°55′27″ пн. ш. 156°54′17″ зх. д. / 66.92417° пн. ш. 156.90472° зх. д. (66.924092, -156.904679). За даними Бюро перепису населення США в 2010 році місто мало площу 43,36 км², з яких 42,01 км² — суходіл та 1,35 км² — водойми.

### Клімат
| Клімат : Кобук                                             | Клімат : Кобук | Клімат : Кобук | Клімат : Кобук | Клімат : Кобук | Клімат : Кобук | Клімат : Кобук | Клімат : Кобук | Клімат : Кобук | Клімат : Кобук | Клімат : Кобук | Клімат : Кобук | Клімат : Кобук | Клімат : Кобук |
| Показник                                                   | Січ.           | Лют.           | Бер.           | Квіт.          | Трав.          | Черв.          | Лип.           | Серп.          | Вер.           | Жовт.          | Лист.          | Груд.          | Рік            |
| Середній максимум, °C                                      | −19,6          | −16,8          | −10,4          | −2,2           | 10,3           | 18,9           | 20,8           | 18,0           | 11,1           | −2,1           | −10,7          | −17,3          | 0,1            |
| Середній мінімум, °C                                       | −32,6          | −30,1          | −24,8          | −15,5          | −2,3           | 5,6            | 7,6            | 6,1            | 0,2            | −11,4          | −20,4          | −28,4          | −12,1          |
| Норма опадів, мм                                           | 15             | 9              | 17             | 15             | 20             | 44             | 81             | 87             | 73             | 21             | 24             | 17             | 423            |
| ---------------------------------------------------------- | -------------- | -------------- | -------------- | -------------- | -------------- | -------------- | -------------- | -------------- | -------------- | -------------- | -------------- | -------------- | -------------- |
| Джерело: http://www.wrcc.dri.edu/cgi-bin/cliMAIN.pl?ak4964 |                |                |                |                |                |                |                |                |                |                |                |                |                |

## Демографія

### Перепис 2010
Згідно з переписом 2010 року, у місті мешкала 151 особа в 36 домогосподарствах у складі 28 родин. Густота населення становила 3 особи/км². Було 51 помешкання (1/км²).
Расовий склад населення:
| - 90,1 % — корінних американців - 8,6 % — білих - 0,7 % — азіатів |

До двох чи більше рас належало 0,7 %. Частка іспаномовних становила 2,6 % від усіх жителів.
За віковим діапазоном населення розподілялося таким чином: 39,7 % — особи молодші 18 років, 56,3 % — особи у віці 18—64 років, 4,0 % — особи у віці 65 років та старші. Медіана віку мешканця становила 20,6 року. На 100 осіб жіночої статі у місті припадало 101,3 чоловіків; на 100 жінок у віці від 18 років та старших — 106,8 чоловіків також старших 18 років.
За межею бідності перебувало 49,1 % осіб, у тому числі 61,0 % дітей у віці до 18 років та 0,0 % осіб у віці 65 років та старших.
Цивільне працевлаштоване населення становило 41 особа. Основні галузі зайнятості: освіта, охорона здоров'я та соціальна допомога — 36,6 %, публічна адміністрація — 29,3 %, науковці, спеціалісти, менеджери — 12,2 %, транспорт — 9,8 %.

### Перепис 2000
За даними перепису 2000 року населення міста становило 109 осіб. Расовий склад: корінні американці — 93,58 %; білі — 4,59 %; азіати — 0,92 %; представники інших рас — 0,92 %. Частка осіб у віці молодше 18 років — 52,3 %; осіб старше 65 років — 2,8 %. Середній вік населення — 17 років. На кожні 100 жінок припадає 98,2 чоловіків; на кожні 100 жінок у віці старше 18 років — 100 чоловіків.
З 26 домашніх господарств в 61,5 % — виховували дітей у віці до 18 років, 46,2 % представляли собою подружні пари, які спільно проживають, 30,8 % — жінки без чоловіків, 11,5 % не мали родини. 11,5 % від загальної кількості господарств на момент перепису жили самостійно, при цьому 0 % склали самотні літні люди у віці 65 років та старше. В середньому домашнє господарство ведуть 4,19 людини, а середній розмір родини — 4,26 особи.
Середній дохід на спільне господарство — $30 750; середній дохід на сім'ю — $20 313.

## Транспорт
У місті Кобук розташований аеропорт Кобук.